# ABC- und Katastrophenhilfeübungsplatz Tritolwerk

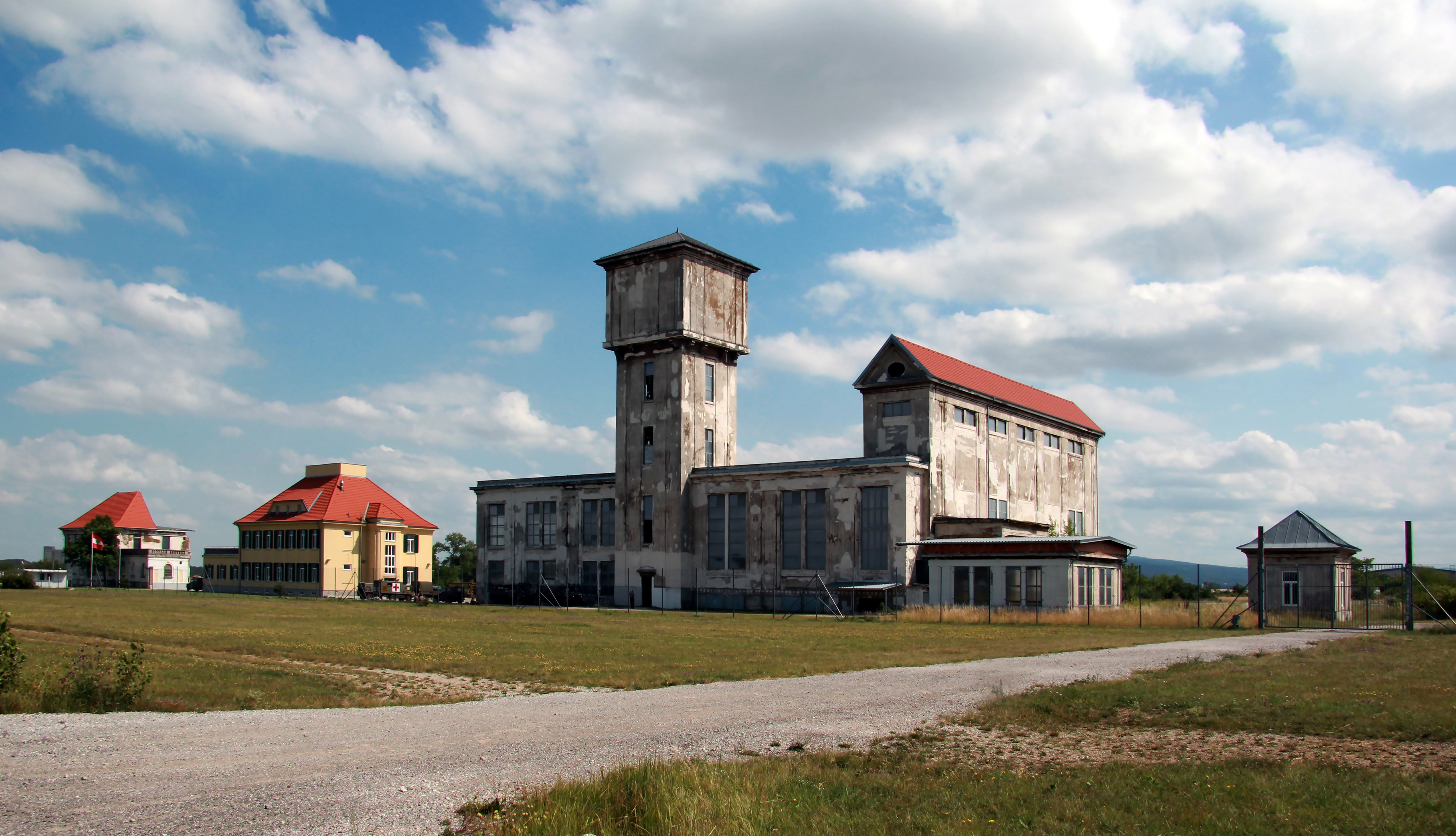
Tritolwerk, Richtung Obereggendorf gesehen

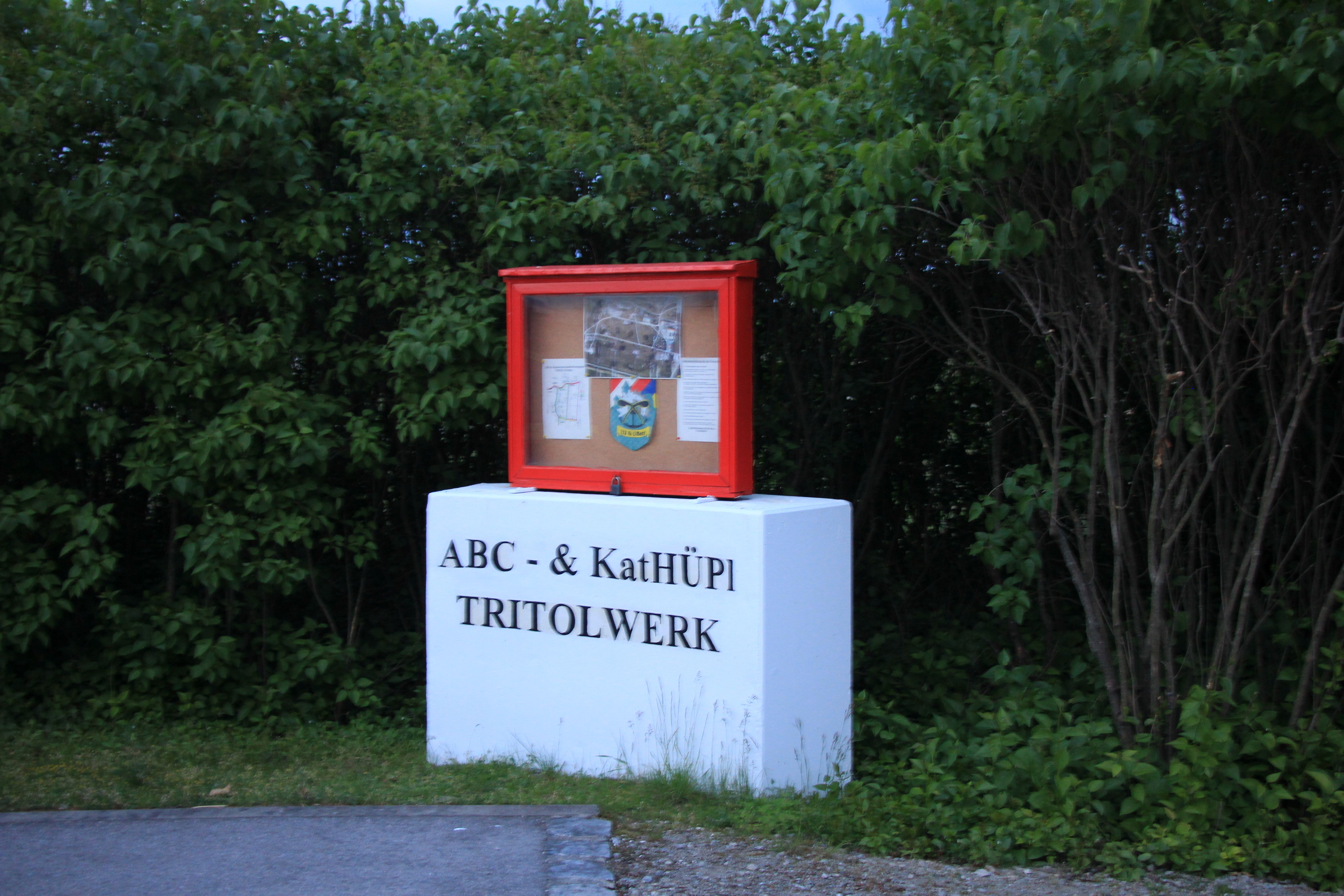
Eingangsbereich des Übungsplatz

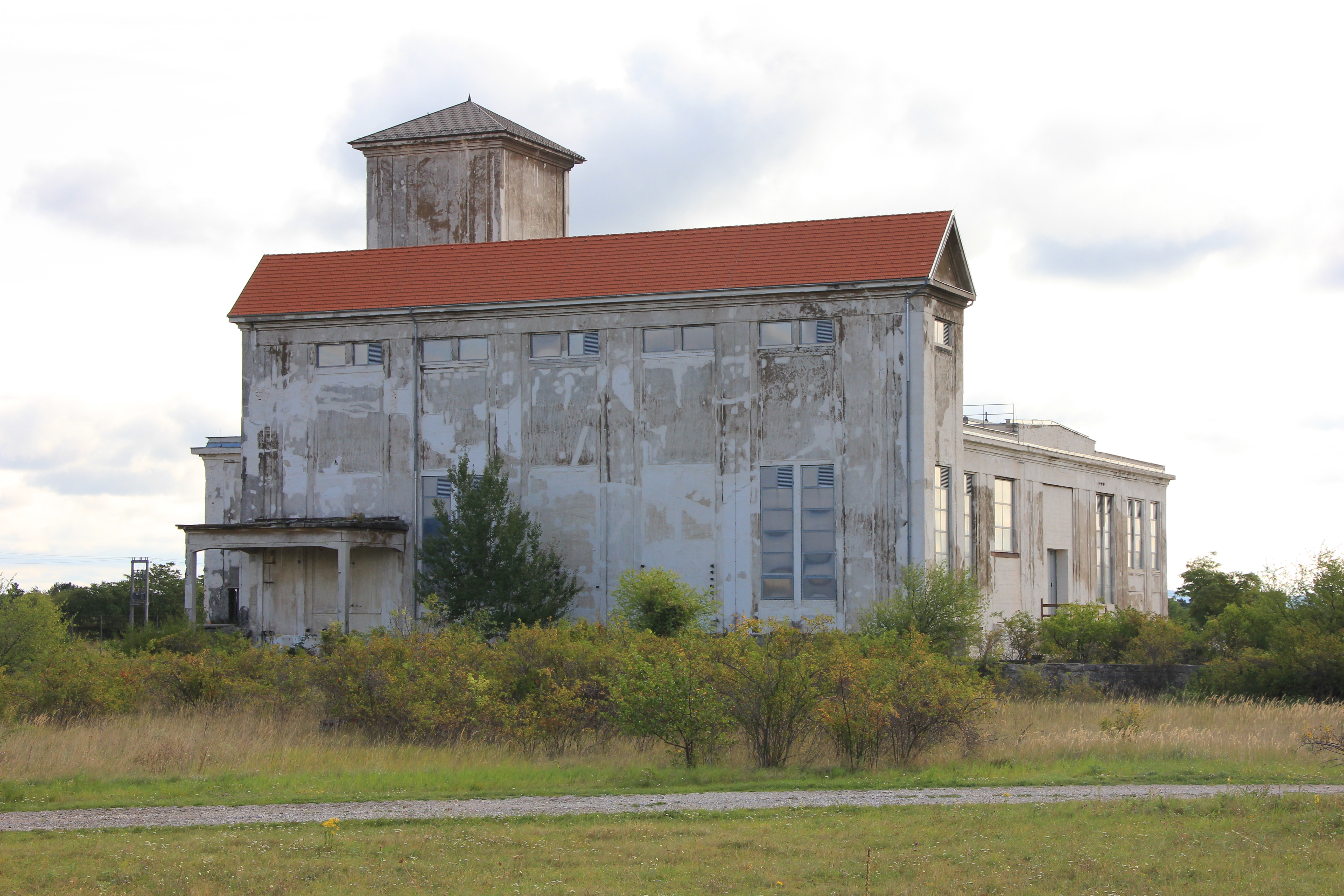
Seitenansicht

Der ABC- und Katastrophenhilfeübungsplatz Tritolwerk, auch kurz: Tritolwerk, früher (als Bahn-Rangierstation): Trifabrik, ist ein Übungsplatz des österreichischen Bundesheeres in Eggendorf in Niederösterreich.
Auf dem Gelände einer ehemaligen Munitionsfabrik zwischen Theresienfeld und Eggendorf entstand 1993 ein Übungsplatz des Bundesheeres.
Das Gelände nördlich des Flugplatzes Wiener Neustadt-Ost ist ca. 36 ha groß und weist außer dem Hauptgebäude mit dem ehemaligen 42 Meter hohen Wasserturm noch die Trümmerfelder der zerstörten Fabrik und Bunkeranlagen auf. Diese eignen sich daher besonders als Übungsgelände für Katastrophenhilfseinheiten, da die verschiedensten Einsatzszenarien einfach nachgestellt werden können. So können Erdbeben genauso wie Strahlen- oder Chemieunfälle wirklichkeitsnah dargestellt werden.
Es üben aber nicht nur Einheiten des Bundesheeres selbst, sondern auch jene der Blaulichtorganisationen können hier unter realistischen Bedingungen trainieren. Regelmäßiger Besucher sind beispielsweise der Katastrophenhilfsdienst der Feuerwehren oder die Rettungshundestaffeln der ÖRHB, des Arbeiter Samariterbund Österreichs und einigen anderen.
Verschiedene Veranstaltungen zum Thema Brandschutz wie Expertentage, diverse Weiterbildungsmaßnahmen sowie Versuchs- und Zulassungsverfahren finden regelmäßig am Gelände statt. Auch internationale Truppen führen hier Übungen durch. So wurde beispielsweise die Eudrex 04 großteils hier durchgeführt, an der 1800 Helfer aus 30 Nationen teilnahmen, oder die EURAD10 im Jahr 2010, wo ebenfalls neben den österreichischen  Soldaten auch 450 Soldaten aus Deutschland, Frankreich, Italien, Schweiz, Irland, Slowenien, Mazedonien, Montenegro und Serbien, teilnahmen.

## Geschichte
Der Name Tritol rührt vom erzeugten Sprengstoff Trinitrotoluol (TNT) her. Die Munitionsfabrik wurde während des Ersten Weltkrieges ab Juli 1916 errichtet, konnte jedoch wegen des strengen Winters 1916/17 sowie Ressourcenknappheit erst im letzten Kriegsjahr fertiggestellt werden. Die Tritol war ebenso wie die in Sollenau im Jahr 1916 errichtete Benzol ein Zweigwerk der Pulverfabrik in Blumau. Die Industriebauten wurden von dem im Krieg als Landwehr-Ingenieur arbeitenden Architekten Bruno Bauer projektiert und errichtet.
Das Werk umfasste ursprünglich 33, mit WC-Anlagen, Waschräumen und Garderoben ausgestattete Gebäude. Die größtenteils aus Eisenbeton gefertigten Bauten waren mit schwachdimensionierten Flachdächern, überdurchschnittlich vielen Maueröffnungen (Fenster, Türen) versehen und waren im Hinblick auf Druckübertragung bei ungewollter Detonation in entsprechend sicherer Entfernung voneinander platziert.
Die Fabrikanlage besaß eine eigene Kraftzentrale, die das Tritolwerk noch heute optisch prägt. Sie besteht aus einem 42 Meter hohen, 500 m³ Wasser fassenden Turm, einem Kohlesilo sowie einem Werkstättentrakt (Dreherei, Schmiede, Tischlerei). Der Kohlesilo konnte die Lademenge von 30 zweiachsigen Eisenbahnwaggons aufnehmen. An der Haupteinfahrt stehen zwei zweigeschoßige Pavillons. Das von der Zufahrtsstraße her linke Gebäude diente als Meister- und Feuerwehrhaus mit Speiseraum samt Küche sowie Dusch- und Wannenbädern für Meister und Unteroffiziere. Hier waren auch die Wachsoldaten untergebracht. Das rechte Gebäude war das Verwaltungs- und Lagergebäude. Die Fabrik war allerdings nur wenige Monate in Betrieb. Nach dem Zerfall der Habsburgermonarchie stellte sie die Produktion ein.
Die Munitionsfabrik, deren Produktionsanlagen sich auch unter der Erdoberfläche in mehreren Kellergeschoßen befanden, war auch während des Zweiten Weltkrieges in Betrieb. Nach Kriegsende kam sie unter sowjetische Verwaltung und wurde devastiert. Nach dem Staatsvertrag ging sie in das Eigentum der Republik über und wurde später vom Bundesheer als Munitionslager verwendet.
Erst in den 1990er Jahren wurde der Platz für Katastrophenübungen genützt. Im Jahr 2007 wurde ein neues Unterkunftsgebäude errichtet. Die zahlreichen Übungsstätten wurden mit Hilfs- und Sicherheitseinrichtungen versehen. Am gesamten Areal wurde eine Infrastruktur wie Hydrantennetz und Strom verlegt, sodass der Übungsplatz zu den modernsten dieser Art in Europa zählt.